# Sébastien Hinault
Sébastien Hinault (Saint-Brieuc, 1974. február 11. –) francia profi kerékpáros. Nem rokona a korábbi ötszörös Tour de France győztes Bernard Hinault-nak. 2014-ben visszavonult a versenyzéstől.

## Eredményei
| 1999 4. - Tro-Bro Léon 8. - GP Denain 9., összetettben - Tour du Limousin 2000 1. - Tour du Finistère 4. - Trofeo Pantalica 6. - GP d'Ouverture La Marseillaise 6. - Tour de Vendée 6., összetettben - Tour du Limousin 7. - GP Cholet - Pays de Loire 7. - A Travers le Morbihan 10. - Paris - Camembert Lepetit 2002 3. - Tro-Bro Léon 10. - Tour du Finistère 2003 1., 4. szakasz Tour de Pologne 2. - Prix de Lillers 3. - Classic Loire Atlantique 6. - GP de la Ville de Rennes 8. - Classic Haribo 10. - GP Cholet - Pays De Loire 2004 1., 4. szakasz - Deutschland-Tour 3. - Classic Haribo 3. - Tour de Vendée 2005 3., összetettben - Circuit Franco-Belge 1., 2. szakasz 5. - GP de Villers-Cotteręts 9. - Tro-Bro Léon | 2006 1., 4. szakasz - Tour du Limousin 1., 8. szakasz - Tour de Langkawi 1., 4. szakasz - Tour de Picardie 3. - Tour de Vendée 4., összetettben - 4 Jours de Dunkerque 10. - Brabantse Pijl 2007 1., 3. szakasz - La Tropicale Amissa Bongo 4. - Boucles de l'Aulne 9. - GP d'Isbergues - Pas de Calais 2008 1., összetettben - Tour du Limousin 1., 3. szakasz 1., 10. szakasz - Vuelta a Espańa 2009 4., összetettben - Tour du Limousin 6. - Paris - Bourges 2010 9. - Párizs–Roubaix 9. - Vattenfall Cyclassics 2011 8. - E3 Prijs Vlaanderen - Harelbeke 2012 1. - Boucles de l'Aulne 3. - Tour de Vendée 4., összetettben - Circuit de Lorraine 1.,3. szakasz |

## Grand Tour eredményei
| Grand Tour | 1999 | 2000 | 2001 | 2002 | 2003 | 2004    | 2005 | 2006 | 2007 | 2008 | 2009 | 2010 | 2011 | 2012 | 2013 |
| ---------- | ---- | ---- | ---- | ---- | ---- | ------- | ---- | ---- | ---- | ---- | ---- | ---- | ---- | ---- | ---- |
| Giro       | -    | -    | -    | -    | -    | -       | -    | -    | -    | -    | 135. | 100. | -    | -    |      |
| Tour       | 123. | 126. | 137. | 147. | 138. | feladta | 115. | 113. | 132. | -    | -    | -    | 111. | 122. |      |
| Vuelta     | -    | -    | -    | -    | -    | -       | -    | -    | -    | 64.  | 69.  | 117. | -    | -    |      |